# Liste du patrimoine culturel immatériel de l'humanité au Laos
Cet article recense les pratiques inscrites au patrimoine culturel immatériel au Laos.

## Statistiques
Le Laos ratifie la convention pour la sauvegarde du patrimoine culturel immatériel le 26 novembre 2009.
En 2024, le Laos compte 3 éléments inscrits au patrimoine culturel immatériel, sur la liste représentative.

## Listes

### Liste représentative
Les éléments suivants sont inscrits sur la liste représentative du patrimoine culturel immatériel de l'humanité :
| Élément                                                                    | Type                                                                | Subdivision | Année | Lien  | Notes | Illus. |
| -------------------------------------------------------------------------- | ------------------------------------------------------------------- | ----------- | ----- | ----- | ----- | ------ |
| La musique du khène du peuple lao                                          | arts du spectacle                                                   |             | 2017  | 01296 |       |        |
| L'artisanat traditionnel du tissage du motif naga dans les communautés lao | savoir-faire liés à l'artisanat traditionnel                        |             | 2023  | 01973 |       |        |
| Fonelamvonglao (lamvonglao)                                                | arts du spectacle pratiques sociales, rituels et événements festifs |             | 2024  | 02099 |       |        |

### Patrimoine immatériel nécessitant une sauvegarde urgente
Le Laos ne compte aucun élément listé sur la liste du patrimoine immatériel nécessitant une sauvegarde urgente.

### Registre des meilleures pratiques de sauvegarde
Le Laos ne compte aucune pratique listée au registre des meilleures pratiques de sauvegarde.

### Liste indicative
Un élément est en instance de classement sur la liste représentative :